# 虎胆神猫
《虎胆神猫》是一个两维平台游戏，描述了主角克劳船长和他的冒险故事。

## 故事概要
此游戏融合了加勒比海盗的传奇和动画片里猫与狗永久纠纷的传统，制造出一系列生动有趣的人物与情节。主角纳撒尼尔· 约瑟夫·克劳船长是一位威震（动物）天下的海盗猫，已多次逃出美卡犬王国（注：该国在英语写成‘Cocker-Spaniards’，是‘Cocker Spaniel’（美卡犬）的双关语）所设的法网。但在游戏的开头，他终于在一场激烈的海战中被国王的走狗勒·罗舍击败并逮捕。当他被关押在勒·罗舍的岩石堡时，他竟然发现一位前死犯所遗留的一封信和一张不完整的宝藏图。信中透露了一个稀奇珍宝：九命护身符。该宝物是由九颗宝石组成，据说能给予发现者长生不老的能力。读了此信后，克劳船长决心逃出岩石堡，以寻找那宝藏图遗漏的部分和那九颗宝石。游戏就在此正式开始。

## 玩法
为了取得传说中的《九命护身符》，克劳船长得避开（或消灭）路途上遇到的冤家，并闯过十四个大关，而一关会比一关难闯。